# Bianca Garufi
Bianca Garufi (Roma, 21 luglio 1918 – Roma, 26 maggio 2006) è stata una scrittrice, poetessa e psicoanalista italiana.

## Biografia
Nasce a Roma da una famiglia aristocratica siciliana. Il padre, Michelangelo Garufi (1891-1954), era nativo di Santa Teresa di Riva e originario di Savoca. La mamma, Giuseppina Melita (Messina, 1895 - Letojanni, 1979), donna di forte temperamento e refrattaria a regole precostituite, unica sopravvissuta della sua numerosa e ricca famiglia al terremoto che colpì Messina nel 1908, ebbe sulla giovane scrittrice una marcata influenza a livello sia caratteriale - come riconosce già in Romanzo Postumo "più mi ribellavo, più le somigliavo" - sia culturale, diventando una delle più importanti psicoanaliste junghiane dell'ultimo scorcio di secolo.
Vive gli anni dell'infanzia in collegio a Roma e le lunghe vacanze estive a Letojanni vicino a Taormina e Siracusa.
Da quest'amore per la Sicilia e i suoi abitanti, nasce anche un forte attaccamento alle loro tradizioni e spesso nei romanzi della Garufi ci sono descrizioni così minuziose che fanno ben intendere una conoscenza diretta di tutti gli usi e costumi di questa popolazione, come si può notare in due suoi libri Fuoco Grande (1959) e Il Fossile (1962).
Durante la seconda guerra mondiale, Bianca Garufi è a Roma e partecipa alla Resistenza accanto a Fabrizio Onofri, figura carismatica e storica del Partito Comunista Italiano e considerato, fino al 1956 dopo l'uscita dal partito per i fatti d'Ungheria, il successore di Palmiro Togliatti. Si ritrovano assieme ad altri "ribelli" in una bottega a Ponte Milvio, il quartier generale dove si erano organizzati per poter portare aiuto a quelli che in quel momento si trovavano in difficoltà e perseguitati. Ma l'aiuto, pur sostenuto da un ideale politico quale il marxismo, veniva dato, soprattutto dalla Garufi, non tanto per una sua militante azione politica e nemmeno per il potere, ma per pura umanità. La Garufi infatti era una donna riservata che non amava mettersi in evidenza e, come dice parlando di sé stessa, "Je suis infâme au public".

## Il percorso artistico

### L'incontro con Cesare Pavese
Dal 1944 al 1958 Bianca Garufi lavora per Einaudi nella sede romana, in via degli Uffici del Vicario, come segretaria generale. Qui conosce Cesare Pavese, che all'epoca era di fatto il direttore editoriale della stessa casa editrice. Questo periodo di confronto è affrontato con grande entusiasmo, considerando anche il momento di fine guerra e inizio ricostruzione post bellica, e con gran voglia d'apertura verso argomenti che a Pavese risultavano un po' ostici e sconosciuti. Del gruppo faceva parte anche Natalia Ginzburg, e insieme si trovavano spesso a cena a parlare di letteratura. Inizia così un sodalizio spinto soprattutto dalla curiosità di Cesare Pavese sia per la psicoanalisi, materia che la Garufi aveva iniziato a studiare, sia l'interesse di entrambi per i miti greci, dei quali la psicologia di stampo junghiano si occupava spesso.
Questa affinità d'interessi e un amore non corrisposto porteranno Pavese a scrivere i Dialoghi con Leucò , nel quale con una dedica e data, novembre 1947 consacra un amore infelice a una donna forte fatta di terra e di mare che vanamente aveva sempre cercato. In questo periodo le dedica anche un ciclo di poesie La terra e la morte edite in seguito da Einaudi.
Nasce dal loro sodalizio anche il romanzo (scritto a quattro mani) Fuoco grande, che sarà pubblicato, firmato da entrambi, nel 1959, ossia nove anni dopo la morte dello scrittore. Pur essendo affini culturalmente, i due avevano caratteri assai diversi. Bianca Garufi esternava sempre i suoi sentimenti, anche i più dolorosi, attraverso l'analisi di sé stessa come si può intuire anche dalle lettere che scriveva a Cesare Pavese; mentre questi, un po' per ignoranza un po' per paura verso le pratiche analitiche che scavano nell'anima, temeva un blocco nella creatività, contrariamente all'amata, che sosteneva che liberandosi dei turbamenti dell'anima si è più creativi e limpidi. Nonostante queste sostanziali diversità, Pavese ebbe grande ascendente sulla scrittura della Garufi, severo, rigoroso e attento alla punteggiatura in modo quasi maniacale, fecondo di consigli, come quando le ripeteva "Pietra che rotola non raccoglie muschio", nel senso che non bisognava farsi distrarre da innumerevoli interessi ma focalizzarsi sulla scrittura e sulle sue modalità.

### La psicoanalisi
Nel 1951 si laurea all'università di Messina in Lettere e Filosofia con la tesi di laurea, la prima discussa in Italia su Carl Gustav Jung, dal titolo Struttura e dinamica della personalità nella psicologia di C. G. Jung, con il professor Galvano Della Volpe.
All'inizio degli anni sessanta si trasferisce in Francia e, nel 1962 pubblica per Einaudi Il fossile. Continua a occuparsi di psicologia, senza però prendere parte attiva al circolo junghiano francese. Conosce Pierre Denivelle, impiegato di Olivetti, che sposerà; il lavoro del marito costringerà la Garufi a continui spostamenti in giro per il mondo. Nel 1968 la casa editrice Longanesi pubblica Rosa Cardinale, altro romanzo a forte connotazione psicologica, tutto giocato sul dualismo che anima la protagonista. La Garufi non si riconoscerà completamente nel romanzo, in cui si trovano tuttavia forti note autobiografie: basti confrontarne la trama alle lettere scritte da Pavese nel 1946.
Nel 1970 e per tre anni istituisce a Hong Kong, dove momentaneamente si era trasferita, il lettorato di lingua e cultura italiana presso l'Università Cinese.
Pur continuando a svolgere l'attività di traduttrice (tra gli altri Claude Lévi-Strauss e Simone de Beauvoir), si dedica appassionatamente alla professione di psicoterapeuta junghiana, diventa vice presidente dell'Associazione Internazionale di Psicologia Analitica e membro attivo come didatta dell'Associazione Italiana di Psicologia Analitica.
Nel 1974 è a Roma, dove scrive una pièce sulla condizione della donna, intitolata Femminazione. Presentato alla Rai, questo lavoro mette in evidenza la condizione della donna e la sua emancipazione, sempre legate alla psicologia.
In un articolo pubblicato nel 1977 sulla "Rivista di Psicologia Analitica" dal titolo Sul preconcetto dell'inferiorità della donna, Bianca Garufi affronta un tema a lei molto caro. L'interpretazione dell'universo femminile dal punto di vista della psicoanalisi e della psicologia analitica, d'altra parte, aveva già marcato la raccolta di poesie pubblicata nel 1965.
Nel 1980 partecipa a un congresso sulla moda e il rapporto con la psiche umana a San Francisco. Nella sua conferenza espone il tema del senso d'affetto per il mondo e per il corpo che ci rappresenta, perché, come spiega: "Abbiamo solo questo per esistere e rappresentarci quindi deve essere per forza, attraverso la moda, lo specchio del nostro io".
Vanni Scheiwiller nel 1992 pubblica una raccolta della sua produzione poetica, dal 1938 al 1991, ristampata nel 2004.
Nell'ultimo periodo della sua vita continua come aveva sempre fatto con grande lucidità analitica a scrivere di psicologia del profondo, per le più prestigiose riviste specialistiche: la "Rivista di Psicologia Analitica", il "Journal of Analytical Psychology", "Spring" e "Anima".
Muore a Roma il 26 maggio 2006.

## Opere
- Romanzo postumo, inedito, 1943
- La spirale e la sfera, poema[5]
- Fuoco grande di Cesare Pavese, Bianca Garufi, Einaudi, Torino, 1959 (2003)
- Se non la vita. Poesie 1938-1991, Milano, All'Insegna del Pesce d'Oro
- Il fossile, Einaudi, Torino, 1962
- La fune, Milano, All'insegna del pesce d'oro, 1965
- Rosa Cardinale, Longanesi, Milano, 1968
- Trilogia: Libro postumo - Fuoco grande - Il fossile,  cura di M. Masoero, Alessandria, Edizioni dell'Orso, 2018
- Una bellissima coppia discorde. Il carteggio tra Cesare Pavese e Bianca Garufi (1945-1950), a cura di M. Masoero, Firenze, Leo O. Olschki, 2011

## Traduzioni
- Monique Lange, I pescigatto (Les poissons-chats), Torino, Einaudi, 1960.
- Claude Lévi-Strauss, Tristi Tropici (Tristes Tropiques, 1955), Milano, Il Saggiatore, 1960.
- Fukazawa Shichirō, Le canzoni di Narayama, trad. [dalla versione francese del 1959, per Gallimard], Collana I coralli n.133, Torino, Einaudi, 1961; Collana Nuovi Coralli n.254, Einaudi, 1980.
- Simone De Beauvoir, La forza delle cose (La force des choses, 1962), Torino, Einaudi, 1966.